# Pericoma americana
Pericoma americana är en tvåvingeart som beskrevs av Kincaid 1901. Pericoma americana ingår i släktet Pericoma och familjen fjärilsmyggor. Inga underarter finns listade i Catalogue of Life.